# 2011 Ветеранія
2011 Ветеранія (2011 Veteraniya) — астероїд головного поясу, відкритий 30 серпня 1970 року.
Тіссеранів параметр щодо Юпітера — 3,512.
Названий на честь радянських ветеранів німецько-радянської війни.